# Baldassarre Mazzucchelli
Baldassarre Mazzucchelli (Vercelli, 18 aprile 1872 – Venezia, 24 novembre 1918) è stato un militare italiano, decorato di medaglia d'oro al valor militare alla memoria nel corso della prima guerra mondiale.

## Biografia
Nacque a Vercelli il 18 aprile 1872, figlio di Luigi e Marietta Borgomanero. Di professione ingegnere, e dotato di grande cultura, nel 1914 dopo lo scoppio della prima guerra mondiale divenne un ardente interventista. Sebbene dispensato dal prestare servizio militare, dopo l'esito negativo della battaglia di Caporetto nel dicembre 1917 decise di arruolarsi volontario nel Regio Esercito. Nominato sottotenente di M.T. presso il 2º Reggimento genio zappatori fu messo a disposizione del Ministero della marina assegnato all'Ufficio autonomo del genio presso il Comando della difesa marittima di Venezia. Dopo molte insistenze fu trasferito al battaglione "Caorle" presso il reggimento fanteria di marina "San Marco". Di stanza sul basso Piave partecipò a numerose ed audaci missioni, e durante la battaglia del solstizio del giugno 1918 si distinse nella sistemazione a difesa dei punti deboli della linea di difesa italiana sotto il fuoco nemico e compiendo anche servizi di vedetta, venendo decorato con una croce di guerra al valor militare. Il 30 ottobre, durante la battaglia di Vittorio Veneto, dopo aver gettato una passerella sul corso del Piave passandola alla testa degli arditi e catturando dopo un duro combattimento 500 prigionieri e sette pezzi d'artiglieria. Il 3 novembre sbarcò, con 50 marinai del battaglione "Andrea Bafile", a Marano Lagunare con l'intenzione di tagliare la via di ritirata di una grossa unità nemica. Arrivato a Muzzana, sulla rotabile Latisana-Cervignano, il reparto catturò numerosi prigionieri, tra cui un ufficiale a cui impose di indicargli dove si trovava il comandante della divisione. Rimasto gravemente ferito dallo scoppio di una bomba a mano, venne catturato dal nemico rifiutò di essere curato da un ufficiale medico austro-ungarico. Con l'arrivo dei rinforzi fu liberato dalla truppe italiane e venne trasportato presso l'ospedale marittimo di Venezia dove si spense, per complicazioni polmonari, il 24 novembre 1918. Con Decreto Luogotenenziale del 29 maggio 1919 fu insignito della medaglia d'oro al valor militare alla memoria.

### Fonti
1. 1 2 3 4 5 6  Combattenti Liberazione.
2. 1 2  Carolei, Greganti, Modica 1968, p. 202.
3. 1 2  Coltrinari, Ramaccia 2018, p. 172.
4. 1 2 3  Coltrinari, Ramaccia 2018, p. 173.
5. ↑   MAZZUCCHELLI Baldassare, Medaglia d'oro al valor militare, su quirinale.it.